# Августин (Лабардакис)
Митрополи́т Августи́н (греч. Μητροπολίτης Αυγουστίνος, в миру Гео́ргиос Лабарда́кис, греч. Γεώργιος Λαμπαρδάκης; род. 7 февраля 1938, Вуколиес, ном Ханья, Крит) — епископ Константинопольского патриархата, управляющий Германской митрополией (с 1980).

## Биография
Родился 7 февраля 1938 года в Вуколиесе, на острове Крите, в Греции. В 1960 году окончил Халкинскую богословскую школу. Шесть лет изучал богословие и философию в университетах Зальцбурга, Мюнстера, а затем в Западном Берлине.
10 апреля 1960 года в Стамбуле архиепископом Критским Евгением (Псалидакисом). 30 августа 1964 года в Айторфе он был рукоположен в пресвитеры митрополитом Германским Полиевктом (Финфинисом), а впоследствии стал архимандритом и был назначен настоятелем церкви святого Николая в Берлине, где служил до 1972 года. В то же время он преподавал в течение шести лет православное богословия в Берлинском университете.
26 марта 1972 года во Франкфурте рукоположен в сан епископа Элайского, викария Германской митрополии.
Трудился над строительством Церкви Вознесения Христова в Берлине а также добивался признания Германской митрополии как юридического лица на территории Германии.
С 1973 по 1979 год был президентом Экуменического совета Берлина. С 1976 по 1982 год был вице-президентом Конференции европейских церквей по вопросам иностранных рабочих со штаб-квартирой в Брюсселе. В 1978 году был избран первым вице-президентом Совета христианских церквей в Германии.
20 сентября 1980 года избран главой Германской митрополии. Интронизация состоялась 8 ноября 1980 года в соборе Святой Троицы в Бонне.
Занимал должности председателя Комитета Константинопольского Патриархата по богословскому диалогу с Евангелической церковью Германии, сопредседателя Объединённого комитета Германской митрополии и Римско-католической церкви Германии, сопредседателя Объединённого комитета Евангелической церкви Германии и канонических Православных Церквей Германии. С 1996 года — президент Экуменического совета Германии для поддержки православных священников всех православных Церквей, представленных в Германии.
В 2005—2006 годах избирался членом Синода Константинопольского патриархата.

## Награды
В 1980 году тогдашним президентом Федеративной Республики Германии Карлом Карстенсом награждён крестом за заслуги перед Федеративной Республикой Германия.
В 1992 году награждён премьер-министром Йоханнесом Рау орденом За заслуги перед Федеральной землёй Северный Рейн-Вестфалия.
В 1994 году награждён медалью Великий Командор Греческой Республики со стороны тогдашнего президента Константиноса Караманлиса.
В 2006 году присвоено звание почётного доктора (honoris causa) в университете Бонна.